# Библиотека Ивана Грозного

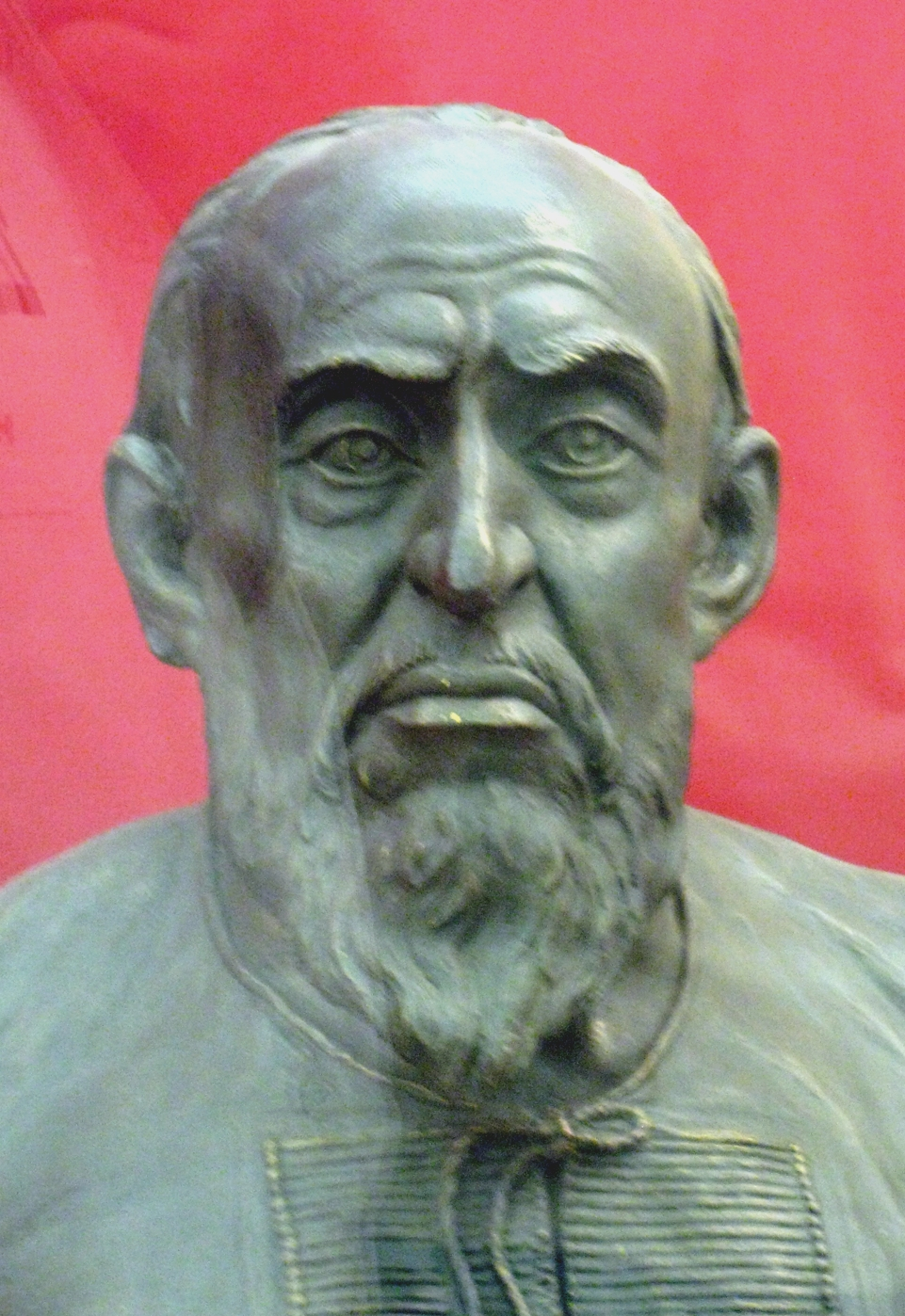
Реконструкция внешнего вида Ивана IV по черепу, выполненная антропологом Михаилом Герасимовым

Библиоте́ка Ива́на Гро́зного (также используются названия Либере́я и Либери́я от лат. liber — «книга») — гипотетическое собрание книг и документов, последним владельцем которого предположительно был русский царь Иван IV Грозный. 
Считается, что она была утрачена или спрятана Грозным. Поиски библиотеки с перерывами безрезультатно велись несколько столетий. Неоднократно высказывались сомнения в самом факте её существования. Многие из исследователей этого вопроса пришли к выводу, что она давно погибла в результате пожаров или во времена Смуты. Либерея является темой и источником многочисленных слухов и спекуляций. Выдвинуто более 60 гипотез о её местонахождении.

## Легендарная история Либереи

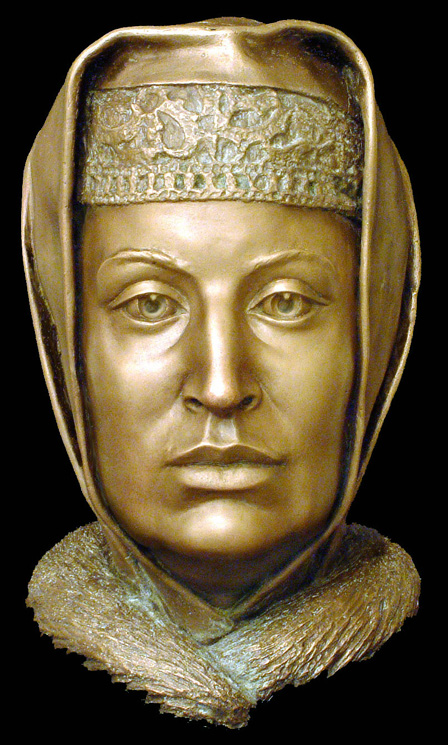
Софья Палеолог. Скульптурная реконструкция по черепу авторства С. А. Никитина, 1994 год

Согласно легенде, библиотека изначально принадлежала византийским императорам и собиралась на протяжении многих веков. Последним из императоров, владевших библиотекой, называют Константина XI. После падения Константинополя книжное собрание было вывезено в Рим, а затем переместилось в Москву в качестве приданого византийской царевны Софьи Палеолог, выданной замуж за московского князя Ивана III.
По прибытии в Москву в 1472 году Софья Палеолог увидела последствия пожара Москвы 1470 года. Поняв, что книги могут стать лёгкой добычей огня, Софья распорядилась хранить их в подвале под церковью Рождества Богородицы в Кремле. Однако уже в апреле 1473 года случился новый опустошительный пожар: выгорел весь Кремль, но книги уцелели. Москва действительно в те времена множество раз горела: сообщается о десятках крупных пожаров.
Утверждается, что к переводу книг Либереи сын Ивана III Василий III привлёк известного учёного Максима Грека. Упоминание об этом вместе с «описью» библиотеки присутствует в «Сказаниях о Максиме Греке», однако многие историки считают эти записи позднейшей подделкой. В сказании говорится:
отверзе царские сокровища древних великих князей прародителей своих и обрете в некоторых палатах бесчисленное множество греческих книг, словенским же людям отнюдь неразумны
Каким образом библиотека перешла к Ивану Грозному, неизвестно. Высказываются даже предположения о том, что будущий царь «охотился» за Либереей, однако при этом не уточняется, кто был его соперником в поисках. Возможно, библиотека была пополнена «книжными эмиссарами» царя, скупавшими в разных странах редкие книги. Есть предположения о том, что частью царского собрания стала не менее легендарная библиотека Ярослава Мудрого.
Одним из главных доказательств существования Либереи, наряду со «Сказаниями о Максиме Греке», считается свидетельство протестантского пастора Иоганна Веттермана из Дерпта, которого Грозный, якобы, пригласил в 1570 году для перевода книг. Его слова приводит в своей «Ливонской хронике» Франц Ниенштедт (XVI век): «книги, как драгоценное сокровище, хранились, замурованными в двух сводчатых подвалах».
Веттерману также часто приписывается авторство «Списка Дабелова», опубликованного в 1834 году немецким правоведом В. Ф. Клоссиусом в его статье «Библиотека великого князя Василия Иоанновича и царя Иоанна Васильевича». «Список», якобы, был найден в 1822 году профессором Дерптского университета Х. Х. Дабеловым среди неопубликованных бумаг архива эстонского города Пярну. В нём перечисляется множество редчайших древних латинских и греческих сочинений, многие из которых до нас не дошли (подробнее см. ниже в разделе «Гипотезы о составе библиотеки»). Подлинность списка вызывала сомнения уже у его публикатора Клоссиуса, так как Х. Х. Дабелов смог предоставить только копию, а оригинал загадочно «исчез».
Исчезновение Либереи обычно относят к периоду после 1571 года, когда царь «удалился от мира» в Александровскую слободу. Строителем тайника также часто называют Ивана III и даже саму Софью Палеолог. С этим связывают и перестройку Кремля в XV веке.

## Гипотезы о составе библиотеки

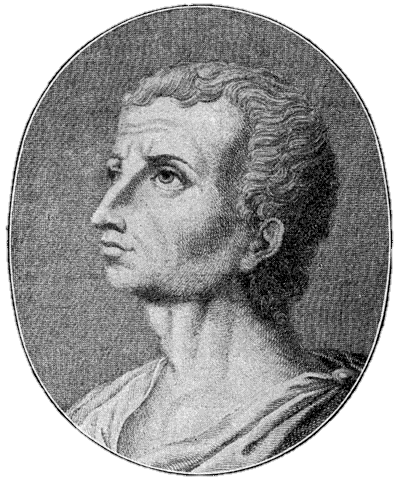
Тит Ливий. Портретная фантазия неизвестного художника

Объём библиотеки обычно оценивают как очень большой: 800 томов или 30 (возможно даже 70) подвод, гружённых книгами. По различным сведениям, среди книг Либереи могли быть очень редкие и ценные.
«Список Дабелова» содержит следующие произведения:
- «История» Тита Ливия — из 142 книг (свитков) этого сочинения науке известно только 35;
- «Жизнь двенадцати цезарей» Светония — возможно, более полный список, нежели те, что имеются сейчас;
- «История» Тацита — в списке фигурируют «несколько томов», однако не уточняется, какие именно. До нас дошли только четыре с половиной первых книги из 12;
- «Энеида» Вергилия — классическое сочинение древнеримского поэта. Кроме того, указано, что в Либерее содержалось некое его же сочинение с неразборчивым названием «Итх…». В. Ф. Клосиус предположил, что имеется в виду утраченное произведение «Итхифалеика», которое в древности часто приписывали Вергилию;
- «История» Полибия — это сочинение содержало 40 книг (дошли 5). Какие книги были в Либерее, не указано;
- «Комедии» Аристофана — вновь без уточнений;
- «Песни» Пиндара — из сочинений этого древнегреческого поэта до нас дошло только 4 цикла стихов;
- «De republica» и 8 книг «Historiarum» Цицерона — имеются в виду трактат «О государстве», сохранившийся фрагментарно, и некое историческое сочинение, не дошедшее до нас;
- «Оратории и поэмы» Кальва — соперник Цицерона в ораторском искусстве, о его произведениях практически нет никаких сведений и так далее.

В 1930-е годы археограф Н. Н. Зарубин составил «Алфавитный перечень книг, известных с именем Ивана Грозного». В его состав включены книги из семи источников: обнаруженные при описях его имущества и архива, переписанные по заказу царя, переданные ему разными лицами, взятые им на время со стороны, пожертвованные царём в церкви, монастыри или пожалованные частным лицам, лично ему принадлежавшие и разыскиваемые у царя его современниками. Всего Зарубин насчитал 154 единицы, в которые попали и некоторые книги из «Списка Дабелова».

## Поиски и раскопки
Как свидетельствуют документы из архива Ватикана, ещё в 1601 году канцлер ВКЛ Лев Сапега и грек Пётр Аркудий получили задание разыскать царское собрание древних книг, но даже слухов о нём им собрать не удалось. В «книжном шпионаже» в пользу Ватикана подозревали и отлучённого митрополита Газского Паисия Лигарида, который прибыл в Москву в 1662 году. По догадке одного современного автора, библиотеку искал и хорватский учёный Юрий Крижанич, за что и был сослан в Тобольск.
Российскими властями официальные поиски Либереи впервые были проведены в 1724 году по указанию Сената. Их начали после показаний пономаря московской церкви Иоанна Предтечи Конона Осипова. Ссылаясь на рассказ умершего дьяка, он описывал хранилище так:
Есть в Москве под Кремлём-городом тайник, и в том тайнике есть две палаты, полны наставлены сундуками до стропу. А те палаты за великою укрепою; у тех палат двери железные, поперёк чепи в кольца проёмные, замки вислые, превеликие, печати на проволоке свинцовые, а у тех палат по одному окошку, а в них решётки без затворов. А ныне тот тайник завален землёю, за неведением, как виден ров под Цехаузной двор и тем рвом на тот тайник нашли на своды, и те своды проломаны и, проломавши, насыпали землю накрепко.
Копали дважды в пяти местах, но безрезультатно. Интерес к Либерее пробудился вновь лишь в конце XIX века. Палеограф и историк Н. П. Лихачёв заявил, что свидетельствам Максима Грека и пастора Веттермана можно доверять, однако отверг «Записки анонима» и «Список Дабелова». Его поддержал историк И. Е. Забелин, однако он придерживался той версии, что Либерея существовала, но была безвозвратно утрачена во время большого пожара Москвы 1571 года. За раскопки выступал и академик А. И. Соболевский: «Сундуки с книгами где-то существуют, засыпанные землёй или невредимые, и от нашей энергии и искусства зависит их отыскать». В конце концов, разыскания были проведены директором Исторического музея князем Н. С. Щербатовым. Одновременно с ним по личному поручению Александра III поиски проводил немецкий учёный Эдуард Тремер. И тоже впустую. В 1898 году русский историк и археограф С. А. Белокуров опубликовал монографию «О библиотеке московских государей в XVI столетии», в которой отрицал факт существования Либереи. В связи с его выводами «Журнал министерства народного просвещения» в 1899 году даже предложил «вопрос о царской библиотеке считать исчерпанным».
С начала XX века поисками библиотеки активно занимался археолог И. Я. Стеллецкий. Он провёл безуспешные разыскания в Москве, Коломенском, Александрове, Вологде и многих других местах. Деятельность Стеллецкого позже была подробно описана Романом Пересветовым в книге «Тайны выцветших строк». Поиски в Арсенальной башне Московского Кремля были проведены им ещё в 1912 и 1914 годах, однако застряли из-за отсутствия средств. Повторные раскопки состоялись в 1933—1934 годах с разрешения комендатуры Кремля. В 1935 году по непонятным причинам они были приостановлены, хотя в ходе раскопок обнаружили белокаменный ход под Кремлём из угловой Арсенальной башни через среднюю Арсенальную башню до Арсенала.
Поиски возобновились в 1995 году по инициативе коммерсанта Германа Стерлигова. При Дворянском Собрании Москвы был создан поисковый «штаб». После подготовительного этапа — работы в архивах — состоялось несколько экспедиций. Поиски велись в Александровской слободе, а также под Рязанью и Вологдой. В июле 1997 года был даже создан специальный совет содействия во главе с Ю. М. Лужковым. Мэрия выделила значительные средства. В 1999 году поиски вновь прекратились.

## Версии о местоположении
Всего имеется более 60 совершенно различных версий. Многие из них очевидно фантастичны или созданы намеренно для создания шумихи или привлечения туристов. Ниже представлены наиболее распространённые.

### Москваи окрестности
- Московский Кремль. У Тайницких ворот на Житном дворе, на площади против Иностранной коллегии, напротив колокольни Ивана Великого, у Цейхгаузской стены в Круглой башне («Сенатские раскопки» 1724 года, раскопки Н. С. Щербатова конца XIX века). Боровицкий холм, набережная реки Москвы, Арсенальная башня Кремля (И. Я. Стеллецкий).

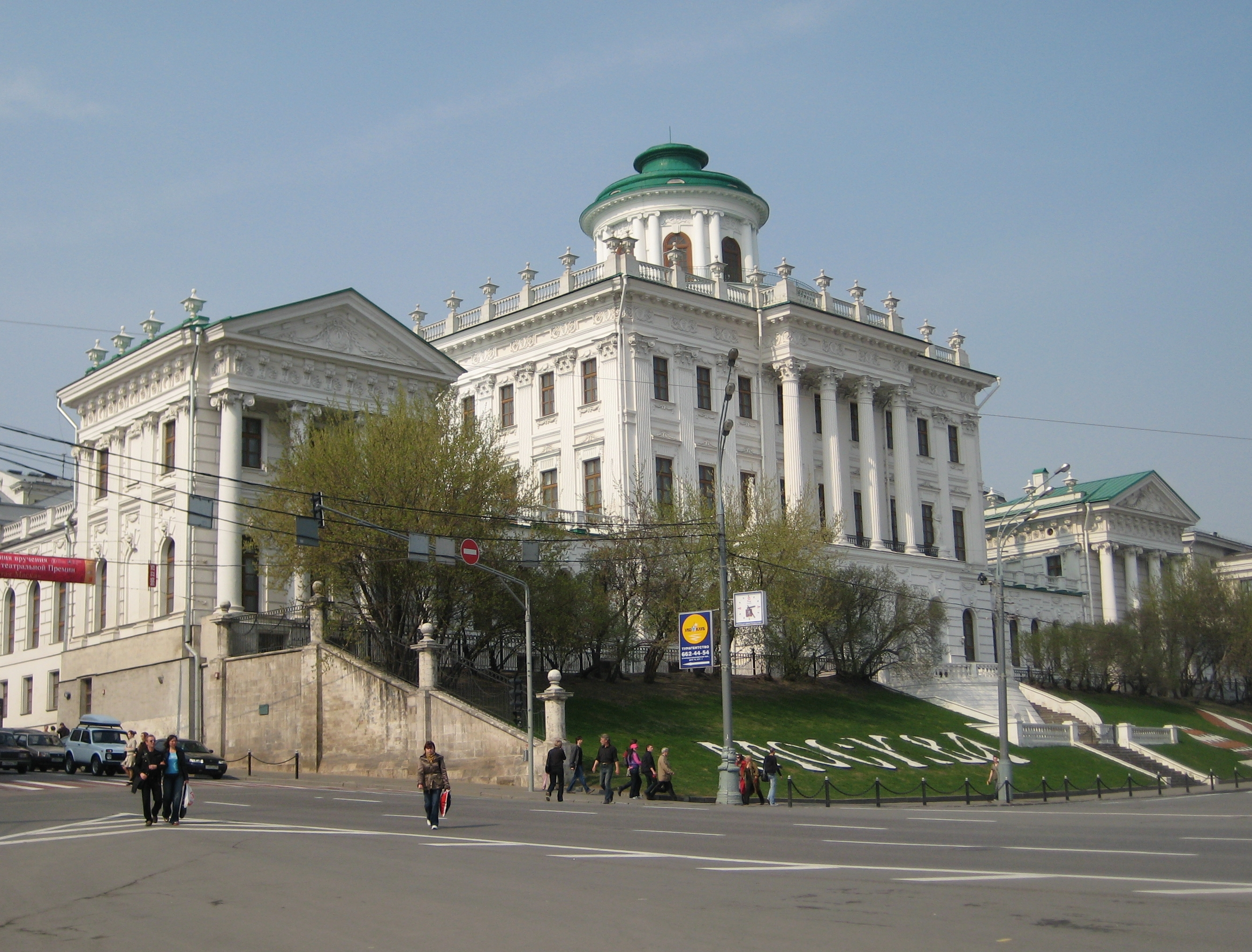
Дом Пашкова

- Дом Пашкова. Согласно городской легенде, во время строительства станции метро «Библиотека им. В. И. Ленина» строители наткнулись на старинную подземную галерею. В 1993 году по заказу «Центра археологических исследований» на территории Дома Пашковых проводились геофизические исследования, которые выявили наличие подземного колодца диаметром 8 метров и глубиной около 25 метров. По непонятным причинам исследования были свёрнуты[12].
- Коломенское. Раскопками в Коломенском занимался ещё И. Я. Стеллецкий. В 1990-е годы здешнюю землю исследовал геофизик Александр Зайцев[12]. Называют даже конкретное место в Коломенском, где Либерея была зарыта — Голосов овраг.

### Александров
Выдвигалась версия о том, что Либерею Иван Грозный увёз в Александровскую слободу во время опричнины. Стеллецкий считал, что в слободе находилась лишь часть Либереи, своеобразный «походный филиал» библиотеки.

### Вологда

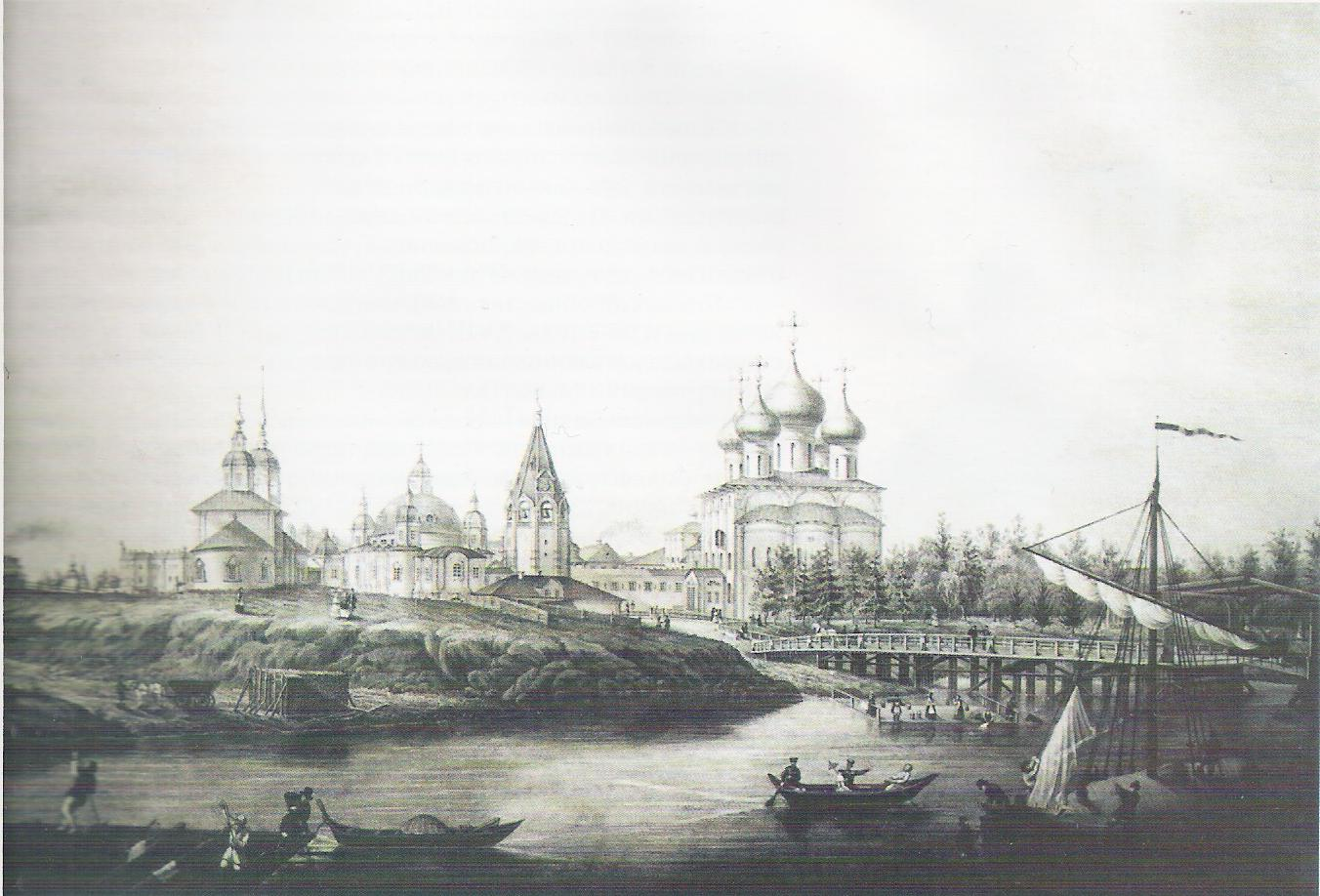
Соборная горка в XVIII веке

Вологда была «северной резиденцией» Грозного, которой он уделял большое внимание: подолгу жил здесь, проводил масштабную перестройку города. Наиболее вероятным местонахождением называют «Соборную Горку» рядом с Софийским собором. Одно из первых печатных упоминаний о подземных ходах в Вологде — «Рассказ лекаря Флерова о древностях вологодских», опубликованный в 1804 году в «Северном вестнике»:
В средине прошлого столетия разламывали Соборную гору, потому что она гора неестественная, но каменная. Снаружи округлое наподобие горы здание, покрывшееся от времени по всей поверхности дёрном. Во внутренности нашли сводные пещеры, отделённые от дальнейших запертыми железными дверями, так крепкими, что не смогли их разломать. За сими дверями слышали глухой шум, который доказывает обширность запертой части сего подземелья и движенье воздуха в оной. Но суеверные испытатели сей шум произвели от другой причины. Они подумали, что железные двери отделяют от них жилище духов, и что внутренние скрытые пещеры суть пещеры ада. Подумали и столько ужаснулись нелепой мысли своей, что остановили свои исследования, и сделанные проломы в горе засыпали. Видевшие открытою эту часть горы говорят, что в оной, близ реки Вологды нашли узкий проход с каменною лестницею, нисходящий по реке и простирающийся по рассказам до Прилуцкого монастыря
Однако в ответ на статью Флерова в 1813 году в «Вестнике Европы» вышла заметка Митрополита Евгения, бывшего в 1808—1813 годах Епископом Вологодским, в которой говорилось:
Такое сказание действительно достойно исследования любителей отечества… но, к сожалению, и повествователь хотел только занять читателей чудесными сказаниями, которые заимствовал от суеверной черни, не захотев или не имев времени рассмотреть несообразность оных. Действительно, есть гора соборная против Вологодского Софийского собора над утёсистым правым берегом реки Вологды и в горе сей каменное погребное здание, но не округлое наподобие горы, а равностороннее в два ряда, простирающееся по берегу. Она была раскапываема не в половине прошлого столетия, а в половине XVII столетия. По архивским запискам известно, что в царствование Царя Алексея Михайловича, вологодский архиепископ Симон раскопавши погреба сего здания нашёл там серебро и украшение.
Ходы и клады в Соборной горке искали неоднократно. Впервые — генерал Бороздин в 1809 году, а затем в 1866 году некий штабс-капитан З. Во всех случаях безрезультатно. В опубликованном к 860-летнему юбилею города сборнике статей «Археология Вологды» появились данные научных наблюдений во время земляных работ на Кремлёвской площади возле одной из стен церкви святого Александра Невского. Храм стоит рядом с Соборной горкой на возвышенности, называвшейся в старину «Известной горой», в которой согласно «Сказанию о тёмной пещере и Никольской иконе в Известной горе» должен быть тайник. Однако подземелий обнаружено не было. Доказательству «вологодской версии» посвящена книга П. П. Шабанова «Как пройти в библиотеку Ивана Грозного?». Новых научных данных она не добавляет.

### Другие версии
По некоторым версиям, Либерея может находиться в Кирилло-Белозерском или Старицком Свято-Успенском монастыре (Тверская область), в Курской области, Рязани или Нижнем Новгороде.
В 1997 году мифическая Либерея была застрахована предпринимателем Германом Стерлиговым на сумму 1 млрд долларов.

## Аргументы скептиков

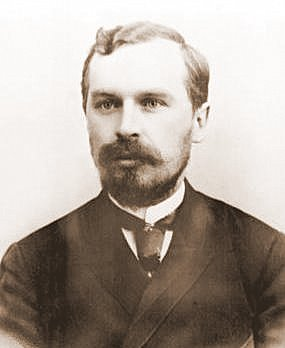
С. А. Белокуров

Само существование Либереи оспаривается многими авторами и исследователями. В истории её происхождения и рассказах о дальнейшей судьбе они усматривают многочисленные натяжки и несоответствия. Во-первых, возможность вывоза библиотеки из осаждённой столицы Византии весьма сомнительна. Далее, после своего бегства, семья Палеологов оказалась в Риме буквально без гроша, и библиотека вряд ли не была бы продана.
Также приводится довод о том, что в эпоху Ивана III на Руси, как и в Европе, было довольно мало бумажных книг. В библиотеках могли хранить в основном лишь пергаментные кодексы — дорогие и штучные реликвии, практически у каждой из которых можно проследить своеобразную «биографию».
Различные исследователи полагали, что Либерея могла погибнуть в многочисленных московских пожарах (1547, 1571, 1626 и др.), причём С. А. Белокуров относил это событие к Смутному времени, а В. Ф. Клоссиус к 1626 году. Согласно наиболее экзотичному предположению, кожаные фолианты Либереи в 1612 году съели осаждённые в Москве поляки.
Критике подвергается и подлинность свидетельств о библиотеке и её составе. Первое из них — «Сказание о преподобнем Максиме философе…». С. А. Белокуров пытался доказать его позднее происхождение. Противоположную точку зрения высказал А. И. Соболевский. Он и палеограф Илья Денисов предположили, что автором мог быть боярин А. М. Курбский.
В научном сообществе нет однозначного мнения и относительно «Списка Дабелова», автором которого часто называют пастора Веттермана. Оригинал этого документа так и не был найден в архивах Пярну ни В. Ф. Клоссиусом, специально приезжавшим для этого в Россию, ни другими учёными. Позднее по заданию Московского археологического общества и Архива министерства юстиции в архиве Пярну побывал археолог И. Я. Стеллецкий, фанатично разыскивавший Либерею всю свою жизнь. Он даже утверждал в своём дневнике, что в 1914 году видел его своими глазами, но ни фотокопии оригинала, ни самого списка не предъявил. Неправдоподобие его свидетельства признают даже сторонники версии существования Либереи.
В самом содержании списка учёные усматривают много сомнительного. Прежде всего, Х. Х. Дабелов, будучи опытным учёным, автором множества научных исследований, почему-то «забыл» записать имя автора, хотя, по его позднейшему утверждению, документ не был анонимным. К тому же, в списке указано: «Ливиевы истории, которые я должен был перевести… Светониевы истории о царях, так же мною переведённые…», однако из «Ливонской хроники» явствует, что Веттерман отказался от перевода. В списке упомянуты произведения либо до сих пор неизвестные (например, «Historiarum» Цицерона), либо открытые уже после смерти Дабелова (стихи Пиндара). Одни считают это плодом фантазии дерптского правоведа, другие — ещё одним доводом в пользу подлинности списка. Авторство пытались установить неоднократно: в архивах даже нашли имена трёх дерптских пасторов этого времени, однако подробностей отыскать не удалось.
В пользу поддельности списка говорит и ещё одно противоречие. В нём описываются античные издания, которые вряд ли мог описать и опознать необразованный человек. Вместе с тем сам документ был написан на грубом нижненемецком диалекте. В связи с этим высказывались предположения о том, что список составлен ещё до формирования единого немецкого языка, во времена Ивана III.
Некоторые учёные подвергали сомнению даже научную ценность Либереи. Так, академик Д. С. Лихачёв советовал вместо бесплодных поисков спасать реальные книжные сокровища, которые гибнут в наши дни. Он утверждал, что в средствах массовой информации ценность библиотеки Грозного явно преувеличивается:
Даже если библиотеку Ивана Грозного обнаружат, находка не будет представлять большой научной ценности. Значительную часть этого собрания составляли церковные книги, которые Софья Палеолог привезла на Русь из Византии, чтобы молиться на своём родном языке.